# Torneo masculino de baloncesto en los Juegos Olímpicos de París 2024
El torneo masculino de baloncesto en los Juegos Olímpicos de París 2024 fue la vigesimoprimera edición del evento en los Juegos Olímpicos de Verano y tuvo lugar del 27 de julio al 10 de agosto de 2024. Los partidos de la fase preliminar se realizaron en el Estadio Pierre-Mauroy de Villeneuve-d'Ascq (Lille), mientras que la Arena Bercy de París fue el recinto de las finales.

## Calendario de competición
El calendario del torneo fue el siguiente.
| G | Fase de grupos | ¼ | Cuartos de final | ½ | Semifinales | B | Partido por medalla de bronce | F | Final por medalla de oro |

| Evento↓/Fecha → | Sáb 27 | Dom 28 | Lun 29 | Mar 30 | Mié 31 | Jue 1 | Vie 2 | Sáb 3 | Dom 4 | Lun 5 | Mar 6 | Mié 7 | Jue 8 | Vie 9 | Sáb 10 | Sáb 10 |
| --------------- | ------ | ------ | ------ | ------ | ------ | ----- | ----- | ----- | ----- | ----- | ----- | ----- | ----- | ----- | ------ | ------ |
| Masculino       | G      | G      |        | G      | G      |       | G     | G     |       |       | ¼     |       | ½     |       | B      | F      |

### Formato de competición
Al igual que en la edición anterior, este torneo de baloncesto olímpico inició con una fase de grupos donde los doce equipos se dividieron en tres grupos de cuatro selecciones. Durante la fase de grupos, los equipos se enfrentaron una vez en un sistema de todos contra todos. Al finalizar esta fase, los dos mejores de cada grupo y los dos mejores equipos que acabaron en tercer lugar clasificaron a la fase de cuartos de final.
Tras la fase de grupos, los ocho equipos clasificados fueron acomodados en cuatro bombos de acuerdo a sus resultados para los cuartos de final. Los dos mejores estuvieron en el primer bombo siendo cabezas de serie (Bombo D), después completaron el tercer y cuarto mejores (Bombo E), quinto y sexto lugar (Bombo F), y el séptimo y octavo (Bombo G). Los equipos del bombo D enfrentaron a los del bombo G y los conjuntos del bombo E enfrentaron a los del bombo F. Los equipos que compartieron grupo no podían jugar en cuartos entre sí y si los dos equipos del bombo D avanzaban a semifinales, no podían jugar entre sí.
La fase final se jugó a partido único de eliminación directa y los ganadores de los cuartos avanzaron a semifinales. Los dos perdedores de las semifinales disputaron el partido por la medalla de bronce, mientras los ganadores jugaron la final por el oro olímpico.

## Clasificación
| Competición          | Competición          | Fecha                                   | Sede                      | Plazas | Equipos clasificados  |
| -------------------- | -------------------- | --------------------------------------- | ------------------------- | ------ | --------------------- |
| País anfitrión       | País anfitrión       | –                                       | –                         | 1      | Francia               |
| Copa Mundial         | África               | 25 de agosto – 10 de septiembre de 2023 | Filipinas Japón Indonesia | 1      | Sudán del Sur         |
| Copa Mundial         | América              | 25 de agosto – 10 de septiembre de 2023 | Filipinas Japón Indonesia | 2      | Canadá Estados Unidos |
| Copa Mundial         | Asia                 | 25 de agosto – 10 de septiembre de 2023 | Filipinas Japón Indonesia | 1      | Japón                 |
| Copa Mundial         | Europa               | 25 de agosto – 10 de septiembre de 2023 | Filipinas Japón Indonesia | 2      | Alemania Serbia       |
| Copa Mundial         | Oceanía              | 25 de agosto – 10 de septiembre de 2023 | Filipinas Japón Indonesia | 1      | Australia             |
| Torneo Preolímpico 1 | Torneo Preolímpico 1 | 2–7 de julio de 2024                    | Valencia · ( España)      | 1      | España                |
| Torneo Preolímpico 2 | Torneo Preolímpico 2 | 2–7 de julio de 2024                    | Riga ( Letonia)           | 1      | Brasil                |
| Torneo Preolímpico 3 | Torneo Preolímpico 3 | 2–7 de julio de 2024                    | El Pireo · ( Grecia)      | 1      | Grecia                |
| Torneo Preolímpico 4 | Torneo Preolímpico 4 | 2–7 de julio de 2024                    | San Juan ( Puerto Rico)   | 1      | Puerto Rico           |
| Total                | Total                |                                         |                           | 12     | 12                    |

1. ↑  Selecciones participantes:  España,  Líbano,  Angola,  Finlandia,  Polonia y  Bahamas.[4]
2. ↑  Selecciones participantes:  Letonia,  Georgia,  Filipinas,  Brasil,  Camerún y  Montenegro.[4]
3. ↑  Selecciones participantes:  Grecia,  Eslovenia,  Nueva Zelanda,  Croacia,  Egipto y  República Dominicana.[4]
4. ↑  Selecciones participantes:  Puerto Rico,  México,  Costa de Marfil,  Lituania,  Italia y  Baréin.[4]

## Sorteo de grupos
Para determinar los grupos de la fase preliminar se realizó un sorteo de los equipos clasificados. Estos fueron repartidos en cuatro bombos distintos de tres cada uno de acuerdo a su posición en la clasificación mundial de FIBA (entre paréntesis en la tabla). La distribución de los cuatro futuros ganadores de los torneos preolímpicos se realizó considerando al equipo con la clasificación más alta en cada evento.
| Bombo 1                                                            | Bombo 2                                                 | Bombo 3                                                    | Bombo 4                                                           |
| ------------------------------------------------------------------ | ------------------------------------------------------- | ---------------------------------------------------------- | ----------------------------------------------------------------- |
| Estados Unidos (1) Ganador Preolímpico - Valencia (2) Alemania (3) | Serbia (4) Australia (5) Ganador Preolímpico - Riga (6) | Canadá (7) Francia (9) Ganador Preolímpico - San Juan (10) | Ganador Preolímpico - El Pireo (11) Japón (26) Sudán del Sur (33) |

El sorteo se celebró el 19 de marzo de 2024 en la sede de la FIBA, en la localidad suiza de Mies, y contó con la presencia de los exjugadores Carmelo Anthony y Penny Taylor para asistir en su desarrollo. El sorteo dispuso los tres grupos (A, B y C) de cuatro equipos cada uno, con las siguientes limitaciones: en cada grupo debía haber un máximo de tres equipos europeos, mientras que no podía haber más de uno para el resto de los continentes.
| Grupo A                                                                                            | Grupo B                                                     | Grupo C                                                                           |
| -------------------------------------------------------------------------------------------------- | ----------------------------------------------------------- | --------------------------------------------------------------------------------- |
| Australia Ganador Preolímpico - El Pireo ( Grecia) Canadá Ganador Preolímpico - Valencia ( España) | Francia Alemania Japón Ganador Preolímpico - Riga ( Brasil) | Serbia Sudán del Sur Ganador Preolímpico - San Juan ( Puerto Rico) Estados Unidos |

## Sedes
El torneo se disputó en dos sedes: la fase de grupos en el Estadio Pierre-Mauroy de Villeneuve-d'Ascq, ciudad perteneciente al área metropolitana de Lille, y las finales en la Arena Bercy, ubicada en el XII Distrito de París.
| Villeneuve-d'Ascq (fase de grupos) | París (fase final) | Baloncesto en París 2024 |
| ---------------------------------- | ------------------ | ------------------------ |
| Estadio Pierre-Mauroy              | Arena Bercy        | Villeneuve-d'Ascq París  |
| Capacidad: 27 000                  | Capacidad: 15 000  | Villeneuve-d'Ascq París  |
|                                    |                    | Villeneuve-d'Ascq París  |

## Árbitros
Se seleccionaron treinta árbitros para dirigir el torneo. La lista contó con la presencia de siete mujeres, lo que representó un aumento de las cinco que arbitraron durante Tokio 2020.
- Juan Fernández
- James Boyer
- Ademir Zurapović
- Matthew Kallio
- Maripier Malo
- Martin Vulić
- Maj Forsberg
- Carlos Peralta
- Boris Krejič
- Luis Castillo
- Ariadna Chueca
- Antonio Conde
- Amy Bonner
- Blanca Burns
- Jenna Reneau
- Yohan Rosso
- Péter Praksch
- Takaki Kato
- Yevgeniy Mikheyev
- Mārtiņš Kozlovskis
- Gatis Saliņš
- Rabah Noujaim
- Yann Davidson
- Omar Bermúdez
- Viola Györgyi
- Julio Anaya
- Wojciech Liszka
- Johnny Batista
- Roberto Vázquez
- Andrés Bartel

## Fase preliminar
Todos los horarios corresponden al huso horario local, UTC+2.

### Grupo A
| Pos. | Equipo    | PJ | G | P | PF  | PC  | DP  | Pts | Clasificación    |
| ---- | --------- | -- | - | - | --- | --- | --- | --- | ---------------- |
| 1    | Canadá    | 3  | 3 | 0 | 267 | 247 | +20 | 6   | Cuartos de final |
| 2    | Australia | 3  | 1 | 2 | 246 | 250 | −4  | 4   | Cuartos de final |
| 3    | Grecia    | 3  | 1 | 2 | 233 | 241 | −8  | 4   | Cuartos de final |
| 4    | España    | 3  | 1 | 2 | 249 | 257 | −8  | 4   |                  |

 Fuente: FIBA
Notas:
1. 1 2 3  Desempate por resultados directos: Australia 1-1 (3 Pts), +6 DP; Grecia 1-1 (3 Pts), −1 DP; España 1-1 (3 Pts), −5 DP

Jornada 1
| 27 de julio | Australia                                                                 | 92–80                                 | España                                                                      | Villeneuve-d'Ascq                                                                                                   |  |
| 11:00       | Parciales: 31-21, 18-21, 20-18, 23-20                                     | Parciales: 31-21, 18-21, 20-18, 23-20 | Parciales: 31-21, 18-21, 20-18, 23-20                                       | |  |
|             | Estadísticas Jock Landale 20 Jock Landale 9 Josh Giddey 8 Jock Landale 28 | Reporte Pts Reb Asts Val              | Estadísticas 27 Santi Aldama 7 Usman Garuba 7 Lorenzo Brown 26 Santi Aldama | Pabellón: Estadio Pierre-Mauroy Asistencia: 26 991 espectadores Árbitros: Gatis Saliņš Omar Bermúdez Juan Fernández |  |

| 27 de julio | Grecia                                                                                          | 79–86                                 | Canadá                                                                                            | Villeneuve-d'Ascq |  |
| 21:00       | Parciales: 22-26, 16-22, 22-20, 19-18                                                           | Parciales: 22-26, 16-22, 22-20, 19-18 | Parciales: 22-26, 16-22, 22-20, 19-18                                                             | |  |
|             | Estadísticas Giannis Antetokounmpo 34 Dinos Mitoglou 8 Nick Calathes 7 Giannis Antetokounmpo 31 | Reporte Pts Reb Asts Val              | Estadísticas 23 R. J. Barrett 6 Kelly Olynyk 7 Shai Gilgeous-Alexander 28 Shai Gilgeous-Alexander | Pabellón: Estadio Pierre-Mauroy Asistencia: 26 421 espectadores Árbitros: Roberto Vázquez Johnny Batista Wojciech Liszka |  |

Jornada 2
| 30 de julio | España                                                                        | 84–77                                 | Grecia                                                                                                  | Villeneuve-d'Ascq |  |
| 11:00       | Parciales: 21-22, 28-13, 13-21, 22-21                                         | Parciales: 21-22, 28-13, 13-21, 22-21 | Parciales: 21-22, 28-13, 13-21, 22-21                                                                   | |  |
|             | Estadísticas Santi Aldama 19 Santi Aldama 12 Lorenzo Brown 10 Santi Aldama 25 | Reporte Pts Reb Asts Val              | Estadísticas 27 Giannis Antetokounmpo 11 Giannis Antetokounmpo 7 Nick Calathes 32 Giannis Antetokounmpo | Pabellón: Estadio Pierre-Mauroy Asistencia: 26 980 espectadores Árbitros: Ademir Zurapović Mārtiņš Kozlovskis Julio Anaya |  |

| 30 de julio | Canadá                                                                              | 93–83                                 | Australia                                                                 | Villeneuve-d'Ascq                                                                                                |  |
| 13:30       | Parciales: 26-28, 19-21, 27-21, 21-13                                               | Parciales: 26-28, 19-21, 27-21, 21-13 | Parciales: 26-28, 19-21, 27-21, 21-13                                     | |  |
|             | Estadísticas R. J. Barrett 24 Dwight Powell 9 J. Murray, Barrett 5 R. J. Barrett 28 | Reporte Pts Reb Asts Val              | Estadísticas 19 Josh Giddey 12 Jock Landale 6 Josh Giddey 27 Jock Landale | Pabellón: Estadio Pierre-Mauroy Asistencia: 26 980 espectadores Árbitros: Yohan Rosso Johnny Batista Takaki Kato |  |

Jornada 3
| 2 de agosto | Australia                                                                   | 71–77                                | Grecia                                                                                          | Villeneuve-d'Ascq |  |
| 13:30       | Parciales: 24-25, 12-28, 14-9, 21-15                                        | Parciales: 24-25, 12-28, 14-9, 21-15 | Parciales: 24-25, 12-28, 14-9, 21-15                                                            | |  |
|             | Estadísticas Jock Landale 17 Josh Giddey 11 Dyson Daniels 8 Jock Landale 19 | Reporte Pts Reb Asts Val             | Estadísticas 20 Giannis Antetokounmpo 7 Tres jugadores 8 Nick Calathes 26 Giannis Antetokounmpo | Pabellón: Estadio Pierre-Mauroy Asistencia: 26 850 espectadores Árbitros: Roberto Vázquez Mārtiņš Kozlovskis Johnny Batista |  |

| 2 de agosto | Canadá                                                                                           | 88–85                                 | España                                                                          | Villeneuve-d'Ascq                                                                                                   |  |
| 17:15       | Parciales: 19-19, 30-19, 15-18, 24-29                                                            | Parciales: 19-19, 30-19, 15-18, 24-29 | Parciales: 19-19, 30-19, 15-18, 24-29                                           | |  |
|             | Estadísticas Shai Gilgeous-Alexander 20 J. Murray, D. Brooks 4 Jamal Murray 6 Andrew Nembhard 19 | Reporte Pts Reb Asts Val              | Estadísticas 17 Darío Brizuela 11 Santi Aldama 4 Tres jugadores 17 Santi Aldama | Pabellón: Estadio Pierre-Mauroy Asistencia: 26 133 espectadores Árbitros: Ademir Zurapović Julio Anaya Gatis Saliņš |  |

### Grupo B
| Pos. | Equipo      | PJ | G | P | PF  | PC  | DP  | Pts | Clasificación    |
| ---- | ----------- | -- | - | - | --- | --- | --- | --- | ---------------- |
| 1    | Alemania    | 3  | 3 | 0 | 268 | 221 | +47 | 6   | Cuartos de final |
| 2    | Francia (H) | 3  | 2 | 1 | 243 | 241 | +2  | 5   | Cuartos de final |
| 3    | Brasil      | 3  | 1 | 2 | 241 | 248 | −7  | 4   | Cuartos de final |
| 4    | Japón       | 3  | 0 | 3 | 251 | 293 | −42 | 3   |                  |

 Fuente: FIBA
Jornada 1
| 27 de julio | Alemania                                                                       | 97–77                                 | Japón                                                                             | Villeneuve-d'Ascq                                                                                               |  |
| 13:30       | Parciales: 28-21, 24-23, 22-17, 23-16                                          | Parciales: 28-21, 24-23, 22-17, 23-16 | Parciales: 28-21, 24-23, 22-17, 23-16                                             | |  |
|             | Estadísticas Franz Wagner 22 Daniel Theis 7 Dennis Schröder 12 Daniel Theis 25 | Reporte Pts Reb Asts Val              | Estadísticas 20 Rui Hachimura 11 Josh Hawkinson 7 Yuki Kawamura 24 Josh Hawkinson | Pabellón: Estadio Pierre-Mauroy Asistencia: 26 991 espectadores Árbitros: Antonio Conde Boris Krejič Amy Bonner |  |

| 27 de julio | Francia                                                                                          | 78–66                                | Brasil                                                                                            | Villeneuve-d'Ascq |  |
| 17:15       | Parciales: 15-23, 24-13, 18-9, 21-21                                                             | Parciales: 15-23, 24-13, 18-9, 21-21 | Parciales: 15-23, 24-13, 18-9, 21-21                                                              | |  |
|             | Estadísticas N. Batum, V. Wembanyama 19 Victor Wembanyama 9 Andrew Albicy 4 Victor Wembanyama 25 | Reporte Pts Reb Asts Val             | Estadísticas 14 C. Felicio, L. Meindl 6 Cristiano Felicio 6 Yago dos Santos 14 Marcelinho Huertas | Pabellón: Estadio Pierre-Mauroy Asistencia: 26 766 espectadores Árbitros: Matthew Kallio Luis Castillo Carlos Peralta |  |

Jornada 2
| 30 de julio | Japón                                                                                      | 90–94                                              | Francia                                                                                            | Villeneuve-d'Ascq |  |
| 17:15       | Parciales: 25-32, 19-17, 20-20, 20-15 (T.E.: 6-10)                                         | Parciales: 25-32, 19-17, 20-20, 20-15 (T.E.: 6-10) | Parciales: 25-32, 19-17, 20-20, 20-15 (T.E.: 6-10)                                                 | |  |
|             | Estadísticas Yuki Kawamura 29 Y. Watanabe, J. Hawkinson 8 Yuki Kawamura 6 Yuki Kawamura 24 | Reporte Pts Reb Asts Val                           | Estadísticas 18 Victor Wembanyama 15 Rudy Gobert 6 E. Fournier, V. Wembanyama 30 Victor Wembanyama | Pabellón: Estadio Pierre-Mauroy Asistencia: 26 900 espectadores Árbitros: Matthew Kallio Wojciech Liszka Blanca Burns |  |

| 30 de julio | Brasil                                                                            | 73–86                                 | Alemania                                                                                  | Villeneuve-d'Ascq                                                                                                  |  |
| 21:00       | Parciales: 10-22, 30-18, 11-20, 22-26                                             | Parciales: 10-22, 30-18, 11-20, 22-26 | Parciales: 10-22, 30-18, 11-20, 22-26                                                     | |  |
|             | Estadísticas Yago dos Santos 18 Leo Meindl 6 Yago dos Santos 8 Yago dos Santos 22 | Reporte Pts Reb Asts Val              | Estadísticas 20 Dennis Schröder 8 Johannes Voigtmann 6 Dennis Schröder 22 Dennis Schröder | Pabellón: Estadio Pierre-Mauroy Asistencia: 23 884 espectadores Árbitros: Antonio Conde Omar Bermúdez Gatis Saliņš |  |

Jornada 3
| 2 de agosto | Japón                                                                               | 84–102                                | Brasil                                                                               | Villeneuve-d'Ascq |  |
| 11:00       | Parciales: 20-31, 24-24, 29-22, 11-25                                               | Parciales: 20-31, 24-24, 29-22, 11-25 | Parciales: 20-31, 24-24, 29-22, 11-25                                                | |  |
|             | Estadísticas Josh Hawkinson 26 Josh Hawkinson 10 Yuki Kawamura 10 Josh Hawkinson 32 | Reporte Pts Reb Asts Val              | Estadísticas 33 Bruno Caboclo 17 Bruno Caboclo 8 Marcelinho Huertas 43 Bruno Caboclo | Pabellón: Estadio Pierre-Mauroy Asistencia: 26 850 espectadores Árbitros: Matthew Kallio Boris Krejič Wojciech Liszka |  |

| 2 de agosto | Francia                                                                                     | 71–85                                | Alemania                                                                                   | Villeneuve-d'Ascq |  |
| 21:00       | Parciales: 18-24, 9-24, 19-21, 25-16                                                        | Parciales: 18-24, 9-24, 19-21, 25-16 | Parciales: 18-24, 9-24, 19-21, 25-16                                                       | |  |
|             | Estadísticas Victor Wembanyama 14 Victor Wembanyama 12 Nicolas Batum 3 Victor Wembanyama 21 | Reporte Pts Reb Asts Val             | Estadísticas 26 F. Wagner, D. Schröder 8 Daniel Theis 9 Dennis Schröder 29 Dennis Schröder | Pabellón: Estadio Pierre-Mauroy Asistencia: 26 860 espectadores Árbitros: Antonio Conde Juan Fernández Andrés Bartel |  |

### Grupo C
| Pos. | Equipo         | PJ | G | P | PF  | PC  | DP  | Pts | Clasificación    |
| ---- | -------------- | -- | - | - | --- | --- | --- | --- | ---------------- |
| 1    | Estados Unidos | 3  | 3 | 0 | 317 | 253 | +64 | 6   | Cuartos de final |
| 2    | Serbia         | 3  | 2 | 1 | 287 | 261 | +26 | 5   | Cuartos de final |
| 3    | Sudán del Sur  | 3  | 1 | 2 | 261 | 278 | −17 | 4   |                  |
| 4    | Puerto Rico    | 3  | 0 | 3 | 228 | 301 | −73 | 3   |                  |

 Fuente: FIBA
Jornada 1
| 28 de julio | Sudán del Sur                                                                | 90–79                                 | Puerto Rico                                                                               | Villeneuve-d'Ascq                                                                                                   |  |
| 11:00       | Parciales: 20-28, 28-26, 23-15, 19-10                                        | Parciales: 20-28, 28-26, 23-15, 19-10 | Parciales: 20-28, 28-26, 23-15, 19-10                                                     | |  |
|             | Estadísticas Carlik Jones 19 Wenyen Gabriel 9 Carlik Jones 6 Carlik Jones 22 | Reporte Pts Reb Asts Val              | Estadísticas 26 Jose Alvarado 6 G. Conditt IV, I. Romero 5 Jose Alvarado 25 Jose Alvarado | Pabellón: Estadio Pierre-Mauroy Asistencia: 27 021 espectadores Árbitros: Ademir Zurapović Takaki Kato Martin Vulić |  |

| 28 de julio | Serbia                                                                          | 84–110                                | Estados Unidos                                                              | Villeneuve-d'Ascq |  |
| 17:15       | Parciales: 20-25, 29-33, 16-26, 19-26                                           | Parciales: 20-25, 29-33, 16-26, 19-26 | Parciales: 20-25, 29-33, 16-26, 19-26                                       | |  |
|             | Estadísticas Nikola Jokić 20 Bogdan Bogdanović 6 Nikola Jokić 8 Nikola Jokić 25 | Reporte Pts Reb Asts Val              | Estadísticas 23 Kevin Durant 8 Anthony Davis 9 LeBron James 28 LeBron James | Pabellón: Estadio Pierre-Mauroy Asistencia: 27 328 espectadores Árbitros: Yohan Rosso Julio Anaya Mārtiņš Kozlovskis |  |

Jornada 2
| 31 de julio | Puerto Rico                                                                                     | 66–107                                | Serbia                                                                        | Villeneuve-d'Ascq                                                                                                 |  |
| 17:15       | Parciales: 12-24, 23-28, 16-27, 15-28                                                           | Parciales: 12-24, 23-28, 16-27, 15-28 | Parciales: 12-24, 23-28, 16-27, 15-28                                         | |  |
|             | Estadísticas Christopher Ortiz 19 Christopher Ortiz 6 D. Reed, T. Waters 3 Christopher Ortiz 18 | Reporte Pts Reb Asts Val              | Estadísticas 15 Filip Petrušev 15 Nikola Jokić 9 Nikola Jokić 34 Nikola Jokić | Pabellón: Estadio Pierre-Mauroy Asistencia: 17 882 espectadores Árbitros: Julio Anaya Juan Fernández Boris Krejič |  |

| 31 de julio | Estados Unidos                                                             | 103–86                                | Sudán del Sur                                                           | Villeneuve-d'Ascq |  |
| 21:00       | Parciales: 26-14, 29-22, 18-21, 30-29                                      | Parciales: 26-14, 29-22, 18-21, 30-29 | Parciales: 26-14, 29-22, 18-21, 30-29                                   | |  |
|             | Estadísticas Bam Adebayo 18 tres jugadores 7 Devin Booker 6 Bam Adebayo 25 | Reporte Pts Reb Asts Val              | Estadísticas 24 Nuni Omot 10 Wenyen Gabriel 7 Carlik Jones 25 Nuni Omot | Pabellón: Estadio Pierre-Mauroy Asistencia: 27 056 espectadores Árbitros: Antonio Conde Mārtiņš Kozlovskis Takaki Kato |  |

Jornada 3
| 3 de agosto | Puerto Rico                                                                         | 83–104                                | Estados Unidos                                                                    | Villeneuve-d'Ascq                                                                                               |  |
| 17:15       | Parciales: 29-25, 16-39, 14-23, 24-17                                               | Parciales: 29-25, 16-39, 14-23, 24-17 | Parciales: 29-25, 16-39, 14-23, 24-17                                             | |  |
|             | Estadísticas Jose Alvarado 18 Ismael Romero 10 George Conditt IV 5 Ismael Romero 20 | Reporte Pts Reb Asts Val              | Estadísticas 26 Anthony Edwards 10 Jayson Tatum 8 LeBron James 25 Anthony Edwards | Pabellón: Estadio Pierre-Mauroy Asistencia: 27 244 espectadores Árbitros: Julio Anaya Gatis Saliņš Martin Vulić |  |

| 3 de agosto | Serbia                                                                                     | 96–85                                 | Sudán del Sur                                                                        | Villeneuve-d'Ascq |  |
| 21:00       | Parciales: 23-22, 24-22, 25-23, 24-18                                                      | Parciales: 23-22, 24-22, 25-23, 24-18 | Parciales: 23-22, 24-22, 25-23, 24-18                                                | |  |
|             | Estadísticas Bogdan Bogdanović 30 Nikola Jokić 13 Bogdan Bogdanović 8 Bogdan Bogdanović 36 | Reporte Pts Reb Asts Val              | Estadísticas 17 C. Jones, M. Shayok 8 Wenyen Gabriel 10 Carlik Jones 21 Carlik Jones | Pabellón: Estadio Pierre-Mauroy Asistencia: 20 916 espectadores Árbitros: Ademir Zurapović Yohan Rosso Mārtiņš Kozlovskis |  |

### Clasificación de los mejores terceros
| Pos. | Grp | Equipo        | PJ | G | P | PF  | PC  | DP  | Pts | Clasificación    |
| ---- | --- | ------------- | -- | - | - | --- | --- | --- | --- | ---------------- |
| 1    | B   | Brasil        | 3  | 1 | 2 | 241 | 248 | −7  | 4   | Cuartos de final |
| 2    | A   | Grecia        | 3  | 1 | 2 | 233 | 241 | −8  | 4   | Cuartos de final |
| 3    | C   | Sudán del Sur | 3  | 1 | 2 | 261 | 278 | −17 | 4   |                  |

 Fuente: FIBA

## Fase final

### Clasificación y sorteo de cuartos
Los ocho equipos clasificados a cuartos de final se distribuyeron en cuatro bombos: D, E, F y G. Estos estuvieron formados de la siguiente manera:
- El bombo D estuvo compuesto por los dos mejores equipos que ocuparon la primera posición en sus grupos.
- El bombo E estuvo compuesto por el tercer mejor de entre los primeros y el mejor equipo de segunda posición.
- El bombo F estuvo compuesto por los dos equipos restantes de segunda posición.
- El bombo G estuvo compuesto por los dos mejores equipos que ocuparon la tercera posición.

Los cuartos de final se determinaron mediante un sorteo realizado el 3 de agosto una vez finalizada la fase preliminar de grupos. Los siguientes principios aplicaron al sorteo:
- Los equipos del bombo D enfrentaron a equipos del bombo G, mientras que los del bombo E cruzaron con los del bombo F.
- Los equipos que habían jugado en un mismo grupo durante la fase preliminar no podían enfrentarse en cuartos.[8][9]

| Pos. | Equipo         | PJ | G | P | PF  | PC  | DP  | Pts | Clasificación |
| ---- | -------------- | -- | - | - | --- | --- | --- | --- | ------------- |
| 1    | Estados Unidos | 3  | 3 | 0 | 317 | 253 | +64 | 6   | Bombo D       |
| 2    | Alemania       | 3  | 3 | 0 | 268 | 221 | +47 | 6   | Bombo D       |
|      |                |    |   |   |     |     |     |     |               |
| 3    | Canadá         | 3  | 3 | 0 | 267 | 247 | +20 | 6   | Bombo E       |
| 4    | Serbia         | 3  | 2 | 1 | 287 | 261 | +26 | 5   | Bombo E       |
|      |                |    |   |   |     |     |     |     |               |
| 5    | Francia        | 3  | 2 | 1 | 243 | 241 | +2  | 5   | Bombo F       |
| 6    | Australia      | 3  | 1 | 2 | 246 | 250 | −4  | 4   | Bombo F       |
|      |                |    |   |   |     |     |     |     |               |
| 7    | Brasil         | 3  | 1 | 2 | 241 | 248 | −7  | 4   | Bombo G       |
| 8    | Grecia         | 3  | 1 | 2 | 233 | 241 | −8  | 4   | Bombo G       |

 Fuente: FIBA

### Cuadro de eliminatorias
|  | Cuartos de final | Cuartos de final |                |                | Semifinales | Semifinales |          |               | Final         | Final        |  |
|  | 6 de agosto      | 6 de agosto      |                |                | 8 de agosto | 8 de agosto |          |               | 10 de agosto  | 10 de agosto |  |
|  |                  |                  |                |                |             |             |          |               |               |              |  |
|  |                  |                  |                |                |             |             |          |               |               |              |  |
|  | Francia          | 82               |                |                |             |             |          |               |               |              |  |
|  | Francia          | 82               |                |                |             |             |          |               |               |              |  |
|  | Canadá           | 73               |                |                |             |             |          |               |               |              |  |
|  | Canadá           | 73               |                | Francia        | 73          |             |          |               |               |              |  |
|  |                  |                  |                | Francia        | 73          |             |          |               |               |              |  |
|  |                  |                  | Alemania       | 69             |             |             |          |               |               |              |  |
|  | Alemania         | 76               | Alemania       | 69             |             |             |          |               |               |              |  |
|  | Alemania         | 76               |                |                |             |             |          |               |               |              |  |
|  | Grecia           | 63               |                |                |             |             |          |               |               |              |  |
|  | Grecia           | 63               |                |                |             |             |          | Francia       | 87            |              |  |
|  |                  |                  |                |                |             |             |          | Francia       | 87            |              |  |
|  |                  |                  | Estados Unidos | 98             |             |             |          |               |               |              |  |
|  | Brasil           | 87               | Estados Unidos | 98             |             |             |          |               |               |              |  |
|  | Brasil           | 87               |                |                |             |             |          |               |               |              |  |
|  | Estados Unidos   | 122              |                |                |             |             |          |               |               |              |  |
|  | Estados Unidos   | 122              |                | Estados Unidos | 95          |             |          | Tercer puesto | Tercer puesto |              |  |
|  |                  |                  |                | Estados Unidos | 95          |             |          | Tercer puesto | Tercer puesto |              |  |
|  |                  |                  | Serbia         | 91             |             |             |          |               |               |              |  |
|  | Serbia (TE)      | 95               | Serbia         | 91             |             |             | Alemania | 83            |               |              |  |
|  | Serbia (TE)      | 95               |                |                |             |             | Alemania | 83            |               |              |  |
|  | Australia        | 90               |                |                |             |             |          |               | Serbia        | 93           |  |
|  | Australia        | 90               |                |                |             |             |          |               | Serbia        | 93           |  |
|  |                  |                  |                |                |             |             |          |               |               |              |  |

### Cuartos de final
| 6 de agosto | Alemania                                                                        | 76–63                                 | Grecia | París |  |
| 11:00       | Parciales: 11-21, 25-15, 23-16, 17-11                                           | Parciales: 11-21, 25-15, 23-16, 17-11 | Parciales: 11-21, 25-15, 23-16, 17-11                                                                        | |  |
|             | Estadísticas Franz Wagner 18 Daniel Theis 8 Dennis Schröder 8 tres jugadores 14 | Reporte Pts Reb Asts Val              | Estadísticas 22 Giannis Antetokounmpo 9 Kostas Papanikolaou 3 Giannis Antetokounmpo 17 Giannis Antetokounmpo | Pabellón: Arena Bercy Asistencia: 12 288 espectadores Árbitros: Roberto Vázquez Mārtiņš Kozlovskis Johnny Batista |  |

| 6 de agosto | Serbia                                                                      | 95–90                                              | Australia                                                                       | París                                                                                                   |  |
| 14:30       | Parciales: 17-31, 25-23, 25-11, 15-17 (T.E.: 13-8)                          | Parciales: 17-31, 25-23, 25-11, 15-17 (T.E.: 13-8) | Parciales: 17-31, 25-23, 25-11, 15-17 (T.E.: 13-8)                              | |  |
|             | Estadísticas Nikola Jokić 21 Nikola Jokić 14 Nikola Jokić 9 Nikola Jokić 38 | Reporte Pts Reb Asts Val                           | Estadísticas 26 Patty Mills 6 J. Landale, W. Magnay 5 Dante Exum 18 Josh Giddey | Pabellón: Arena Bercy Asistencia: 12 317 espectadores Árbitros: Yohan Rosso Julio Anaya Wojciech Liszka |  |

| 6 de agosto | Francia                                                                                                  | 82–73                                 | Canadá | París |  |
| 18:00       | Parciales: 23-10, 22-19, 16-21, 21-23                                                                    | Parciales: 23-10, 22-19, 16-21, 21-23 | Parciales: 23-10, 22-19, 16-21, 21-23                                                                                 | |  |
|             | Estadísticas Guerschon Yabusele 22 Victor Wembanyama 12 Victor Wembanyama 5 G. Yabusele, I. Cordinier 22 | Reporte Pts Reb Asts Val              | Estadísticas 27 Shai Gilgeous-Alexander 9 Dwight Powell 4 S. Gilgeous-Alexander, D. Powell 23 Shai Gilgeous-Alexander | Pabellón: Arena Bercy Asistencia: 12 258 espectadores Árbitros: Ademir Zurapović Omar Bermúdez Gatis Saliņš |  |

| 6 de agosto | Brasil                                                                           | 87–122                                | Estados Unidos                                                               | París |  |
| 21:30       | Parciales: 21-33, 15-30, 35-31, 16-28                                            | Parciales: 21-33, 15-30, 35-31, 16-28 | Parciales: 21-33, 15-30, 35-31, 16-28                                        | |  |
|             | Estadísticas Bruno Caboclo 30 Georginho de Paula 8 Leo Meindl 7 Bruno Caboclo 29 | Reporte Pts Reb Asts Val              | Estadísticas 18 Devin Booker 8 Anthony Davis 9 LeBron James 23 Anthony Davis | Pabellón: Arena Bercy Asistencia: 12 364 espectadores Árbitros: Antonio Conde Boris Krejič Luis Castillo |  |

### Semifinales
| 8 de agosto | Francia                                                                                       | 73–69                                | Alemania                                                                       | París |  |
| 17:30       | Parciales: 18-25, 15-8, 23-17, 17-19                                                          | Parciales: 18-25, 15-8, 23-17, 17-19 | Parciales: 18-25, 15-8, 23-17, 17-19                                           | |  |
|             | Estadísticas Guerschon Yabusele 17 tres jugadores 7 Victor Wembanyama 4 Guerschon Yabusele 21 | Reporte Pts Reb Asts Val             | Estadísticas 18 Dennis Schröder 11 Daniel Theis 6 Daniel Theis 19 Daniel Theis | Pabellón: Arena Bercy Asistencia: 12 454 espectadores Árbitros: Antonio Conde Boris Krejič Wojciech Liszka |  |

| 8 de agosto | Estados Unidos                                                                 | 95–91                                 | Serbia                                                                             | París |  |
| 21:00       | Parciales: 23-31, 20-23, 20-22, 32-15                                          | Parciales: 23-31, 20-23, 20-22, 32-15 | Parciales: 23-31, 20-23, 20-22, 32-15                                              | |  |
|             | Estadísticas Stephen Curry 36 LeBron James 12 LeBron James 10 Stephen Curry 38 | Reporte Pts Reb Asts Val              | Estadísticas 20 Bogdan Bogdanović 5 tres jugadores 11 Nikola Jokić 22 Nikola Jokić | Pabellón: Arena Bercy Asistencia: 12 213 espectadores Árbitros: Ademir Zurapović Julio Anaya Mārtiņš Kozlovskis |  |

### Tercer puesto
| 10 de agosto | Alemania                                                                                  | 83–93                                 | Serbia                                                                             | París |  |
| 11:00        | Parciales: 21-30, 17-16, 25-26, 20-21                                                     | Parciales: 21-30, 17-16, 25-26, 20-21 | Parciales: 21-30, 17-16, 25-26, 20-21                                              | |  |
|              | Estadísticas Franz Wagner 18 Franz Wagner 9 N. Weiler-Babb, D. Schröder 6 Franz Wagner 22 | Reporte Pts Reb Asts Val              | Estadísticas 19 N. Jokić, V. Micić 12 Nikola Jokić 11 Nikola Jokić 36 Nikola Jokić | Pabellón: Arena Bercy Asistencia: 12 406 espectadores Árbitros: Matthew Leigh Kallio Yohan Rosso Johnny Batista |  |

### Final
| 10 de agosto | Francia                                                                                | 87–98                                 | Estados Unidos                                                                | París |  |
| 21:30        | Parciales: 15-20, 26-29, 25-23, 21-26                                                  | Parciales: 15-20, 26-29, 25-23, 21-26 | Parciales: 15-20, 26-29, 25-23, 21-26                                         | |  |
|              | Estadísticas Victor Wembanyama 26 Nicolas Batum 8 Nicolas Batum 4 Victor Wembanyama 25 | Reporte Pts Reb Asts Val              | Estadísticas 24 Stephen Curry 9 Anthony Davis 10 LeBron James 24 LeBron James | Pabellón: Arena Bercy Asistencia: 12 121 espectadores Árbitros: Antonio Conde Julio Anaya Wojciech Liszka |  |

|                                    |
| Bandera de Estados Unidos          |
| Campeón Estados Unidos 17.º título |

## Clasificación final
| Pos.              | Equipo         | G-P | PF  | PC  | Dif. | Pts |
| ----------------- | -------------- | --- | --- | --- | ---- | --- |
| Medalla de oro    | Estados Unidos | 6-0 | 632 | 518 | +114 | 12  |
| Medalla de plata  | Francia        | 4-2 | 485 | 481 | +4   | 10  |
| Medalla de bronce | Serbia         | 4-2 | 566 | 529 | +37  | 10  |
| 4                 | Alemania       | 4-2 | 496 | 450 | +46  | 10  |
| 5                 | Canadá         | 3-1 | 340 | 329 | +11  | 7   |
| 6                 | Australia      | 1-3 | 336 | 345 | –9   | 5   |
| 7                 | Brasil         | 1-3 | 328 | 370 | –42  | 5   |
| 8                 | Grecia         | 1-3 | 296 | 317 | –21  | 5   |
| 9                 | Sudán del Sur  | 1-2 | 261 | 278 | –17  | 4   |
| 10                | España         | 1-2 | 249 | 257 | –8   | 4   |
| 11                | Japón          | 0-3 | 251 | 293 | –42  | 3   |
| 12                | Puerto Rico    | 0-3 | 228 | 301 | –73  | 3   |

## Galardones y estadísticas

### Estadísticas

#### Jugadores
| Posición | Jugador                 | Promedio |
| -------- | ----------------------- | -------- |
| 1.       | Giannis Antetokounmpo   | 25,8     |
| 2.       | Shai Gilgeous-Alexander | 21,0     |
| 3.       | Yuki Kawamura           | 20,3     |
| 4.       | R. J. Barrett           | 19,8     |
| 5.       | Nikola Jokić            | 18,8     |

| Posición | Jugador           | Promedio |
| -------- | ----------------- | -------- |
| 1.       | Nikola Jokić      | 10,7     |
| 2.       | Josh Hawkinson    | 9,7      |
| 2.       | Victor Wembanyama | 9,7      |
| 4.       | Santi Aldama      | 9,3      |
| 5.       | Wenyen Gabriel    | 9,0      |

| Posición | Jugador         | Promedio |
| -------- | --------------- | -------- |
| 1.       | Nikola Jokić    | 8,7      |
| 2.       | LeBron James    | 8,5      |
| 3.       | Yuki Kawamura   | 7,7      |
| 3.       | Carlik Jones    | 7,7      |
| 5.       | Dennis Schröder | 7,5      |

| Posición | Jugador           | Promedio |
| -------- | ----------------- | -------- |
| 1.       | Wenyen Gabriel    | 2,0      |
| 2.       | Santi Aldama      | 1,7      |
| 2.       | Yuta Watanabe     | 1,7      |
| 2.       | Victor Wembanyama | 1,7      |
| 5.       | Anthony Davis     | 1,5      |

| Posición | Jugador           | Promedio |
| -------- | ----------------- | -------- |
| 1.       | Franz Wagner      | 2,0      |
| 1.       | Victor Wembanyama | 2,0      |
| 1.       | Nuni Omot         | 2,0      |
| 1.       | Nikola Jokić      | 2,0      |
| 5.       | Bul Kuol          | 1,7      |
| 5.       | Aleksa Avramović  | 1,7      |

| Posición | Jugador               | Promedio |
| -------- | --------------------- | -------- |
| 1.       | Nikola Jokić          | 31,0     |
| 2.       | Giannis Antetokounmpo | 26,5     |
| 3.       | Josh Hawkinson        | 24,7     |
| 4.       | LeBron James          | 23,5     |
| 5.       | Santi Aldama          | 22,7     |

#### Equipos
| Posición | Equipo         | Promedio |
| -------- | -------------- | -------- |
| 1.       | Estados Unidos | 105,3    |
| 2.       | Serbia         | 94,3     |
| 3.       | Sudán del Sur  | 87,0     |
| 4.       | Canadá         | 85,0     |
| 5.       | Australia      | 84,0     |

| Posición | Equipo         | Promedio |
| -------- | -------------- | -------- |
| 1.       | Sudán del Sur  | 42,7     |
| 2.       | Australia      | 40,3     |
| 3.       | Estados Unidos | 39,8     |
| 4.       | Serbia         | 38,8     |
| 5.       | Japón          | 38,0     |

| Posición | Equipo         | Promedio |
| -------- | -------------- | -------- |
| 1.       | Estados Unidos | 28,0     |
| 2.       | Serbia         | 24,2     |
| 3.       | España         | 21,3     |
| 4.       | Brasil         | 20,8     |
| 5.       | Australia      | 19,8     |

| Posición | Equipo         | Promedio |
| -------- | -------------- | -------- |
| 1.       | Estados Unidos | 5,2      |
| 2.       | Francia        | 4,8      |
| 3.       | Japón          | 4,3      |
| 4.       | Sudán del Sur  | 3,3      |
| 4.       | España         | 3,3      |

| Posición | Equipo         | Promedio |
| -------- | -------------- | -------- |
| 1.       | Sudán del Sur  | 9,3      |
| 1.       | Estados Unidos | 9,3      |
| 3.       | Serbia         | 8,7      |
| 3.       | Puerto Rico    | 8,7      |
| 5.       | Brasil         | 8,0      |

| Posición | Equipo         | Promedio |
| -------- | -------------- | -------- |
| 1.       | Estados Unidos | 137,8    |
| 2.       | Serbia         | 114,5    |
| 3.       | Alemania       | 97,7     |
| 4.       | Sudán del Sur  | 97,0     |
| 5.       | Francia        | 92,7     |

### Premios
Los premios fueron anunciados el 10 de agosto de 2024, una vez terminado el torneo.
| Quinteto ideal                                                                                  |
| ----------------------------------------------------------------------------------------------- |
| Dennis Schröder Stephen Curry LeBron James Victor Wembanyama Nikola Jokić                       |
| Segundo mejor quinteto                                                                          |
| Shai Gilgeous-Alexander Bogdan Bogdanović Franz Wagner Guerschon Yabusele Giannis Antetokounmpo |
| MVP: LeBron James                                                                               |
| Estrella emergente: Victor Wembanyama                                                           |
| Mejor jugador defensivo: Aleksa Avramović                                                       |
| Mejor entrenador: Vincent Collet                                                                |

## Plantillas de los equipos medallistas
- Estados Unidos:

Stephen Curry, Anthony Edwards, LeBron James, Kevin Durant, Derrick White, Tyrese Haliburton, Jayson Tatum, Joel Embiid, Jrue Holiday, Bam Adebayo, Anthony Davis, Devin Booker. Seleccionador: Steve Kerr.
- Francia:

Frank Ntilikina, Nicolas Batum, Andrew Albicy, Guerschon Yabusele, Isaïa Cordinier, Evan Fournier, Nando de Colo, Mathias Lessort, Rudy Gobert, Victor Wembanyama, Matthew Strazel, Bilal Coulibaly. Seleccionador: Vincent Collet.
- Serbia:

Uroš Plavšić, Filip Petrušev, Nikola Jović, Bogdan Bogdanović, Vanja Marinković, Ognjen Dobrić, Nikola Jokić, Vasilije Micić, Marko Gudurić, Dejan Davidovac, Aleksa Avramović, Nikola Milutinov. Seleccionador: Svetislav Pešić.